# Pacifische sidderrog
De pacifische sidderrog (Tetronarce californica) is een soort uit het geslacht en de familie van de sidderroggen (Torpedinidae) die voorkomt in het noordoosten van de Grote Oceaan van Baja California tot Brits Columbia

## Beschrijving
De Pacifische sidderrog kan 1,4 m lang worden. Deze soort heeft twee spuigaten met een gladde rand achter de ogen en is op de rug donker leigrijs of bruin gekleurd, soms met donkere vlekken. Het uiterlijk is zoals bij alle sidderoggen van dit geslacht met ronde, schijfvormige borstvinnen die breder dan lang zijn. Verder een staart met een goed ontwikkelde staartvin en twee rugvinnen van ongelijke grootte.

## Leefwijze
De Pacifische sidderrog jaagt 's nachts en is solitair. Zijn leefgebied bestaat uit zanderige zeebodems of rotsbodems met riffen of kelpwouden op een diepte van 200 m. Maar hij maakt ook omzwervingen naar de open oceaan. Deze sidderrog kan schokken van maximaal 45 volt veroorzaken. Hij gebruikt dit middel om prooien te overmeesteren of als zelfverdediging. Hij voedt zich voornamelijk met (been)vissen. Overdag worden vissen vanuit een hinderlaag overvallen en 's nacht gaat de Pacifische sidderrog actief op jacht.
De Pacifische sidderrog is eierlevendbarend. Het vrouwtje werpt 17 tot 20 jongen waarschijnlijk één keer per twee jaar.

## Relatie tot de mens
Er bestaat geen gerichte visserij op deze soort sidderrog. Soms wordt de vis als bijvangst in de beroepsvisserij gevangen of aan de hengel door sportvissers. Maar dit heeft geen nadelig effect op de populatiegrootte.
De Pacifische sidderrog is moeilijk te houden in aquaria. Pas in het jaar 2000 is het in het aquarium van Monterey (Californië) gelukt om deze sidderroggen langer in leven te houden. 

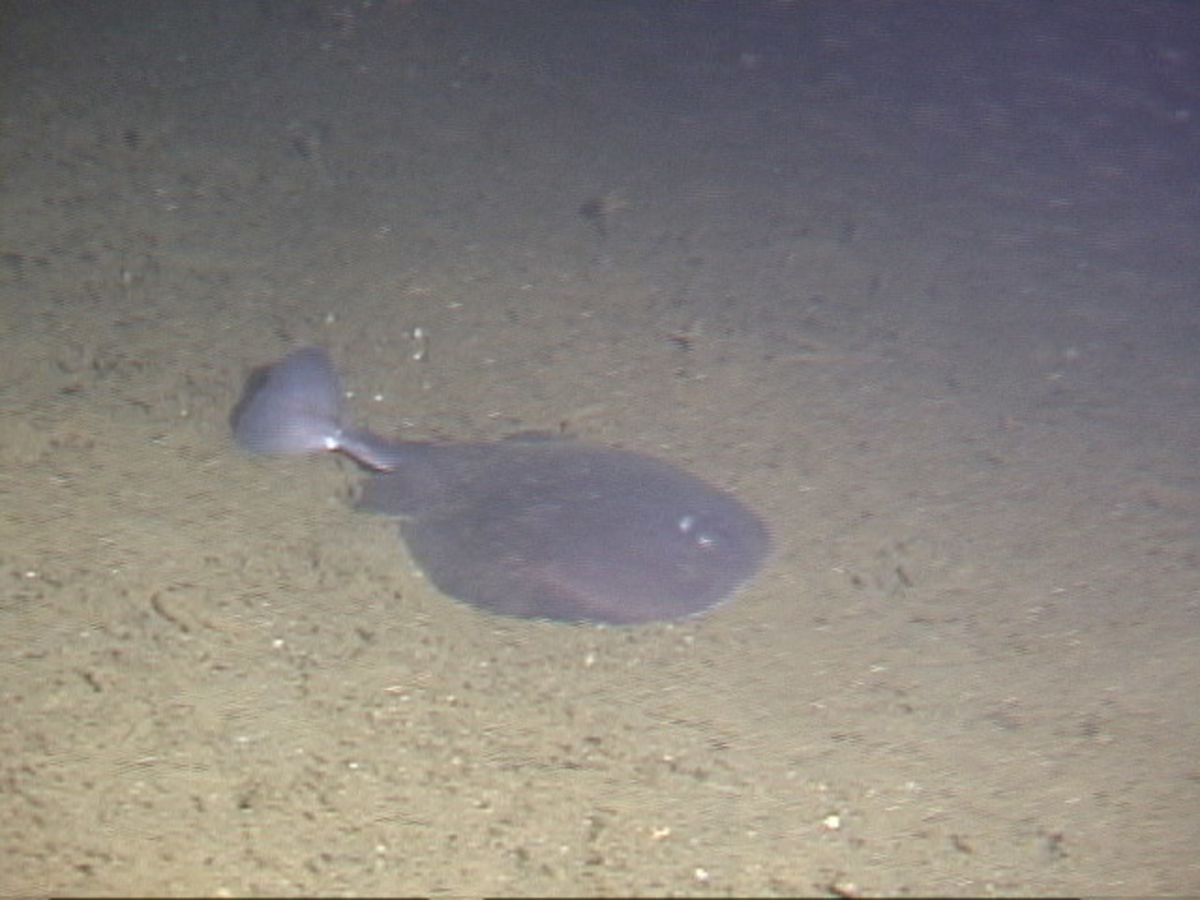
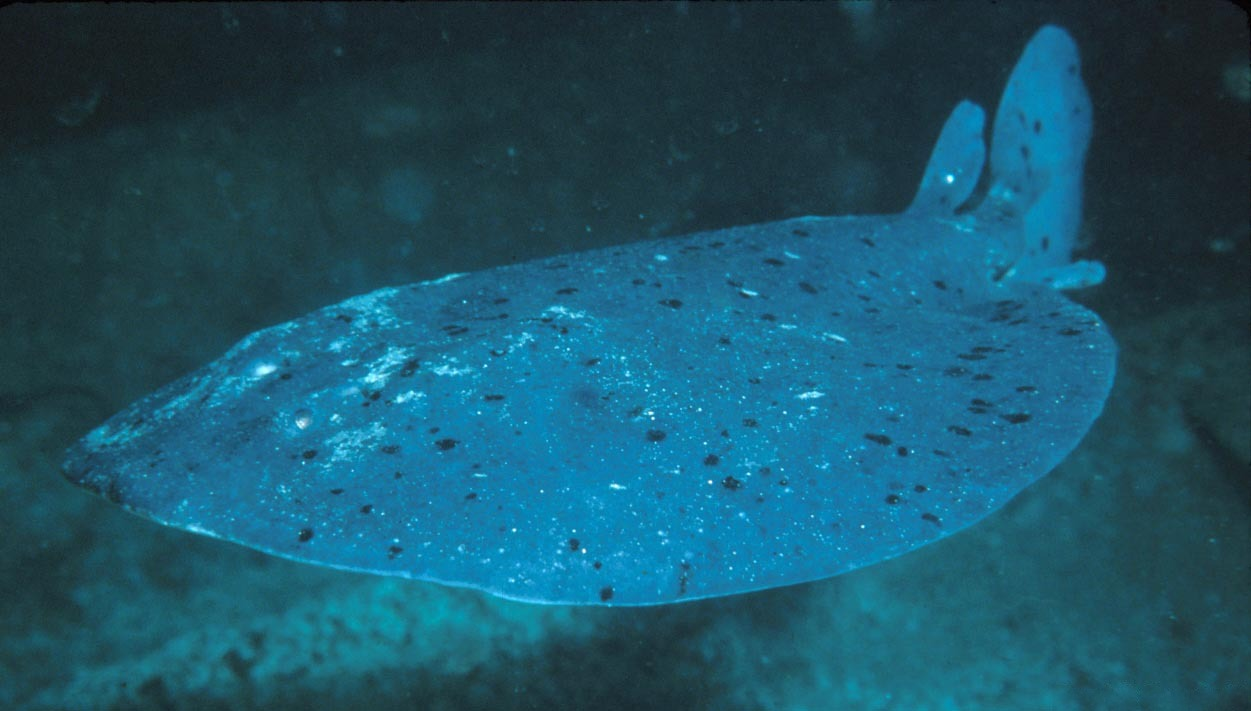